# Cantone di Compiègne-Nord
Il Cantone di Compiègne-Nord era una divisione amministrativa dell'arrondissement di Compiègne.
È stato soppresso a seguito della riforma complessiva dei cantoni del 2014, che è entrata in vigore con le elezioni dipartimentali del 2015.
Comprendeva parte della città di Compiègne e i comuni di:
- Bienville
- Choisy-au-Bac
- Clairoix
- Janville
- Margny-lès-Compiègne